# Werner Vogt (Mediziner)
Werner Vogt (geboren am 3. Februar 1938 in Zams, Bezirk Landeck, Tirol; gestorben am 11. November 2023 in Stockerau) war ein österreichischer Unfallchirurg, Autor, Sozial- und Gesundheitsreformer.

## Leben
Vogt, anfangs Lehrer, studierte dann Medizin, und arbeitete von 1969 bis 2000 als Unfallchirurg am Lorenz-Böhler-Unfallkrankenhaus in Wien. Weiters war er bei Hilfeleistungen als Arzt in Nicaragua, Temesvár und im Kosovo tätig. Sein medizinkritisches Engagement zeigte sich in der Gründung der Arbeitsgemeinschaft Kritische Medizin in Wien und als Mitinitiator des Volksbegehrens Sozialstaat Österreich. Österreichweit bekannt wurde Vogt durch seine Auseinandersetzungen zu Heinrich Gross, welche zu Gerichtsverfahren führten. Das bewirkte eine Rehabilitation von Opfern wie Friedrich Zawrel, einem Überlebenden der NS-Euthanasie und Kinder-Euthanasie Am Spiegelgrund in Wien.
Vogt wurde 2003 von der Stadträtin Elisabeth Pittermann zum Pflegeombudsmann bestellt. Im Zuge von Auseinandersetzungen, dass der Pflegeombudsmann ein Experte der Pflegewissenschaft sein soll, wurde 2006 seine Funktion von der Stadträtin Renate Brauner aufgelöst und die Agenda auf die bereits bestehende Patientenanwaltschaft reduziert. Vogt setzte für weitere zwei Jahre sein Engagement als Pflegeombudsmann im Sozialministerium fort.
Werner Vogt, der in Oberolberndorf (Niederösterreich) lebte, verstarb am 11. November 2023 im Landesklinikum Stockerau. Er wurde am 9. Dezember 2023 auf dem Neustifter Friedhof (Gruppe K, Reihe 4, Nummer 7) in Wien begraben.

## Publikationen
- mit Ernst Berger: Systemanalyse des Gesundheitswesens in Österreich. Eine Studie über Entstehung und Bewältigung von Krankheit im entwickelten Kapitalismus, durchgeführt im Auftrag des Bundeskanzleramtes am Institut für Höhere Studien und Wissenschaftliche Forschung. Zwei Bände. 2. Auflage. Wien: Montan-Verlag. 1978. 3-900089-71-X.
- Euthanasie- und Gerichtsgutachter, zwei Möglichkeiten der Ausübung von Gewalt gegen Menschen, Artikel.[9]
- mit Michael Lewin (Hrsg.): Arm. Krank. Tot. Argumente für ein gewaltloses Krankenhaus, Europaverlag Wien 1989, ISBN 3-203-51089-8.
- Einatmen – Ausatmen: Der Mißstand als Norm, Europaverlag Wien 1991, ISBN 3-203-51122-3.
- Ärztliche Kritikfeindlichkeit – eine mühsam erworbene Eigenschaft, Artikel, Zwischen den Welten, Wien 1996.
- Reise in die Welt der Altenpflege: Ein kritisches Tagebuch, Edition Steinbauer, Wien 2005, ISBN 3-902494-02-6.
- Mein Arztroman. Ein Lebensbericht, Edition Steinbauer, Wien 2013, ISBN 978-3-902494-53-5.

## Auszeichnungen
- 2000: Friedrich Torberg-Medaille[10]
- 2013: Goldenes Ehrenzeichen der Ärztekammer für Wien[11]
- 2019: Österreichische Liga für Menschenrechte – Preis für das Lebenswerk[12]

## Künstlerische Auseinandersetzung
- Elisabeth Scharang: Mein Mörder, 2005 (Film, dem die Geschichte des von Vogt geretteten Friedrich Zawrel zugrunde lag.)